# Grammy Award du meilleur album de new age, d'ambient ou de chant
Le Grammy Award du meilleur album de new age, d'ambient ou de chant (Best New Age, Ambient, or Chant Album) est une récompense décernée lors des cérémonies annuelles des Grammy Awards décernée à l'album de new age, d'ambient ou de chant de l'année.

## Lauréats
| Année | Artiste                                             | Album         | Ref   |
| ----- | --------------------------------------------------- | ------------- | ----- |
| 2023  | White Sun                                           | Mystic Mirror | [ 2 ] |
| 2024  | Carla Patullo ft. Tonality et The Scorchio Quartet  | So She Howls  | [ 3 ] |
| 2025  | Wouter Kellerman, Eru Matsumoto et Chandrika Tandon | Triveni       | [ 1 ] |